# Sarita Cartonera
Sarita Cartonera fue un proyecto editorial solidario creado en Lima a principios del año 2004, siguiendo la línea de Eloísa Cartonera, editorial argentina formada un año antes en Buenos Aires. El nombre combinó dos elementos, la figura de Sarita Colonia, ícono popular peruano que representa la estética chicha de la que el proyecto se nutre, y el adjetivo "cartonero", que de a pocos se fue imponiendo como apellido para las editoriales cartoneras del mundo. El proyecto se les ocurrió en 2003 a Milagros Saldarriaga y Tania Silva, tras encontrar un ejemplar de algún libro de Eloísa Cartonera en la librería Metales pesados, en Santiago de Chile. En sus primeros meses contaron con el apoyo de Rodolfo Loyola y Julio César Vega para la diagramación de los libros, y poco después se unió Jaime Vargas Luna como editor general. En una segunda fase, el proyecto estuvo a cargo de Renzo Farje, hasta su fallecimiento en un accidente de tráfico en 2015.

## Proyecto editorial solidario
Sarita Cartonera publicó libros de literatura latinoamericana en formatos artesanales: papel bond A4 impreso en láser casera en tirajes reducidos, encuadernados con tapas hechas con cartones viejos, y pintados a mano y serigrafiados por el team cartonero, formado por un grupo de adolescentes y jóvenes de la ciudad de Lima. Los libros se vendían en librerías y ferias a bajo precio y buscaban difundir la mejor literatura latinoamericana en el Perú, promover la lectura y llamar la atención de la sociedad sobre cuestiones como el reciclaje, el endiosiamiento de los productos industrializados, la desnaturalización del arte, etc.
Además de haber publicado treinta títulos en sus tres primeros años de fundada, Sarita Cartonera desbordó los límites de la edición, originando el proyecto educativo de estimulación y comprensión lectora Libros, un modelo para armar, participando en muestras de arte urbano, interviniendo plásticamente el stand que ocupó durante varios años en la Feria Internacional del Libro de Lima y que en el 2006 fue diseñado por Christian Bendayán, e integró en su producción a artistas plásticos como Fernando de Szyszlo o Eduardo Tokeshi junto a muchos otros, en la elaboración de su colección: Libros fascinantes, libros con cuya subasta se financiaba parcialmente el proyecto.

## Títulos publicados
1. Oswaldo Reynoso. Colorete. (Cuento)
2. Juan Emar. Ayer. (Fragmento de novela)
3. Santiago Roncagliolo. El arte nazi. (Ensayo)
4. Aldo Miyashiro. Fuga última. (Poesía)
5. Carlos E. Zavaleta. La batalla. (Cuento)
6. Miguel Ildefonso. El Príncipe. (Cuentos)
7. Washington Cucurto. Noches vacías. (Cuento)
8. José Adolph. Noemia. (Cuentos)
9. Néstor Perlongher. Evita vive. (Cuento)
10. César Aira. Mil gotas. (Cuento)
11. Edgar Saavedra. Final aun. (Poesía)
12. Ricardo Piglia. El pianista. (Cuento)
13. Gerardo Ruiz. Arriba está Solano. (Cuentos)
14. Jorge L. Chamorro. El primer beso. (Cuentos)
15. Juan José Sandoval. Barrunto. (Cuento)
16. Julio C. Vega. Los cachaquitos no van al cielo. (Cuentos)
17. Juan Manuel Chávez. Sin cobijo en Palomares. (Cuentos)
18. Paul Guillén. La muerte del hombre amarillo. (Poesía)
19. Romy Sordómez. Vacas negras en la noche. (Poesía)
20. Carlos Yushimito. El mago. (Cuentos)
21. Mario Bellatin. Underwood portátil modelo 1915. (Novela)
22. Haroldo de Campos. El ángel izquierdo de la poesía. (Antología poética)
23. Pedro Lemebel. Manifiesto. (Manifiesto poético)
24. Fernando Iwasaki. Mi poncho es un kimono flamenco. (Ensayo)
25. Montserrat Álvarez. Nerópolis. (Antología poética)
26. Kristel Best Urday (ed.). Un libro bien grande donde dice todo lo de la hacienda. (Tradición oral)
27. Margo Glantz. Saña. (Digresiones)
28. Patricia De Souza. Aquella imagen que transpira. (Novela)
29. Chrystian Zegarra. Sacrificios. (Poesía)
30. Alejandro Neyra. Peruvians Do It Better. (Cuentos)

## La red de editoriales cartoneras
Después de la fundación de Eloísa Cartonera en Argentina y Sarita Cartonera en el Perú, se fundaron Yerba Mala Cartonera en La Paz, Bolivia; y Animita Cartonera en Santiago de Chile. Ahora las cuatro editoriales comienzan a construir juntas una red cartonera en vías de expansión. Véase: editoriales cartoneras.